# Утик
Утик (на словенски: Utik) е село в Словения, регион Средна Словения, община Водице. Според Националната статистическа служба на Република Словения през 2015 г. селото има 481 жители.